# General Liborio Bernal
General Liborio Bernal es un paraje del departamento de Adolfo Alsina, en la provincia de  Río Negro, Argentina. El origen de esta localidad está dado por la estación de ferrocarril del mismo nombre. Está ubicada en la posición geográfica 40°49′55″S 63°38′26″O / -40.83194, -63.64056.

## Toponimia
El nombre de esta localidad tiene su origen en el nombre del General Liborio Bernal, quien fue un militar argentino que participó en las guerras civiles de su país, en la Guerra del Paraguay y en la Conquista del Desierto. Fue interventor nacional en la provincia de Santa Fe y gobernador del Territorio Nacional de Río Negro.